# Lenço escoteiro
O lenço escoteiro é um pedaço de tecido triangular ou retangular dobrado de forma triangular, parte fundamental do uniforme de todas as organizações escoteiras ao redor do mundo. A peça foi adotada pelo fundador do movimento escoteiro Robert Baden-Powell por ter dimensões muito próximas às de ligaduras triangulares muito usadas em primeiros socorros.
Sua função é identificar o escoteiro em eventos, identificar o grupo escoteiro e ser usado em primeiros socorros.[carece de fontes?]

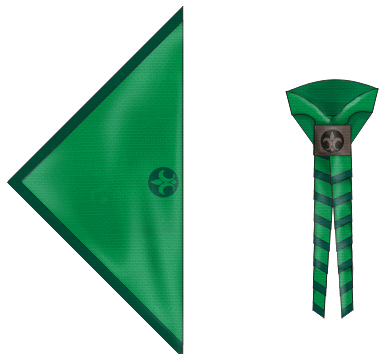
Lenço escoteiro aberto (esq) e enrolado(dir).

## O lenço no escotismo
A origem do lenço escoteiro está na participação de Robert Baden-Powell na Segunda Guerra Matabele, em 1896, onde trabalhou com Frederick Russell Burnham, o batedor (scout) americano a trabalhar para o exército inglês. Burnham usava no seu uniforme um lenço triangular ao pescoço que servia para prevenir queimaduras solares, o qual Baden-Powell adaptou, sugerindo também que o lenço triangular aberto deveria ter o tamanho ideal para servir para primeiros socorros.[carece de fontes?]
Hoje em dia, o uso das cores dos lenços é diferente entre associações e países, mas a honra que lhe devemos será sempre igual.  Usado geralmente em cerimônias, o lenço é enrolado, colocado ao redor do pescoço e então preso com um anel. Cada organização escoteira tem liberdade para definir as cores e o emblema de seu lenço.
É uma tradição em acampamentos e eventos ao redor do mundo trocar lenços com outros escoteiros, sendo que alguns chegam a formar verdadeiras coleções.[carece de fontes?]

### No Brasil
No Brasil, o lenço escoteiro deve ter catetos medindo de 60 a 80 cm.
Todas as unidades estaduais e a unidade nacional da UEB possuem lenços próprios. O lenço nacional, usado em cerimônias e eventos internacionais, é degradê verde, amarelo e azul e tem por emblema o Cruzeiro do Sul bordado em branco.[carece de fontes?]

### Em Portugal
Em Portugal o lenço varia conforme a associação, no Corpo Nacional de Escutas existem apenas cinco lenço diferentes a nível nacional, consoante a secção em que o elemento se encontra: amarelo debruado a branco nos lobitos (6-10 anos), verde debruado a branco nos exploradores (10-14 anos), azul debruado a branco nos pioneiros (14-18 anos), vermelho debruado a branco nos caminheiros (18-23 anos) e verde escuro para os dirigentes. A Fraternidade Nuno Álvares (FNA) do CNE usa um lenço castanho.[carece de fontes?]

### Lenço de Gilwell
O Lenço de Gilwell é um dos mais antigos lenços escoteiros do mundo, adquirido ao se completar as etapas da Insígnia da Madeira (após conclusão do curso avançado no treinamento de chefes escoteiros). Este lenço representa o vínculo de todos seus portadores com o 1.Grupo de Gilwell, do qual Baden-Powell é considerado chefe permanente.